# Albert Ier d'Anhalt-Zerbst
 (juillet 2023).
Albert Ier d'Anhalt-Zerbst (mort entre le 17 août 1316 et le 2 mars 1317) est un prince allemand de la maison d'Ascanie et le second
souverain de la principauté d'Anhalt-Zerbst de 1298 jusqu'à sa mort.

## Biographie
Albert Ier est le fils ainé du Prince Siegfried Ier, et de son épouse Catherine Birgersdotter, fille du régent Birger Jarl et sœur des rois Valdemar et Magnus III de Suède. En 1290, après que son père le prince Siegfried ait abdiqué pour devenir un moine prêcheur Albert Ier règne sur les domaines de paternels d'Anhalt qui comprennent les cités de Dessau et de Köthen. En 1295, le Prince Albert est le premier membre de la maison d'Ascanie qui réside dans le château de Köthen.
Il participe en 1291 au siège du château de Herlingsberg mené contre le  duc Welf Henri Ier Brunswick-Grubenhagen. Conjointement avec l'abbé  Conrad de Nienburg et son cousin le prince Bernard II d'Anhalt-Bernbourg, Albert Ier proscrit en 1293 l'usage du sorabe comme langue de cour dans ses domaines. Il obtient ensuite comme fief une partie de Zerbst toujours contrôlé par la lignée Ascanienne des Margrave de Brandebourg.L'acquisition complète en est réalisé en 1307.
Après le meurtre du roi des Romains Albert Ier de Habsbourg en 1308, son beau-frère le margrave Valdemar de Brandebourg l'incite à se porter candidat à l'élection de son successeur mais il n'obtient pas le titre convoité qui est accordé à Henri de Luxembourg.

## Unions et postérité
Albert épouse en premières noces avec dispense pontificale 28 février 1289; Liutgarde (vers 1251 - après 28 février 1289), fille du comte Gérard Ier Holstein-Itzehoe, et veuve du duc  Jean de Brunswick-Lunebourg. Ils ont deux fils:
- Siegfried II (mort vers 1307/1316), chanoine à Coswig.
- Henri (mort avant 2 mars 1317), également chanoine à Coswig.

En 1300, Albert se marie une seconde fois avec Agnès (morte le 4 juin 1330), fille du margrave
Conrad Ierde Brandebourg qui par son père est une arrière arrière petite-fille de  margrave Othon Ier de Brandebourg, frère ainé du comte  Bernard III de Saxe, son  propre arrière grand-père. Ils ont cinq (ou sept) enfants :
- Albert II (mort le 17 juillet 1362).
- Agnès (morte en 1352), épouse avant le 2 septembre 1324 avec Ulrich II, Comte de Lindow-Ruppin.
- Valdemar Ier (mort le 7 janvier 1368).
- Judith, épouse avant. 1337  Albert Ier comte de Regenstein.
- Mathilde (morte vers 1342), épouse en 1339 le Prince Bernard III d'Anhalt-Bernbourg.